# The King of Fighters '95
The King of Fighters '95 è un videogioco di tipo picchiaduro ad incontri prodotto dalla SNK per il Neo Geo arcade e, in seguito, convertito per svariate console casalinghe.
Seguito diretto di The King of Fighters '94 e secondo gioco della serie The King of Fighters, è stato il primo gioco della serie Neo Geo ad essere convertito per il Neo Geo AES e Neo Geo CD, versioni casalinghe della stessa macchina: è stato convertito anche per PlayStation e Sega Saturn nel 1996.
La versione per Playstation è stata pubblicata in America ed Europa dalla Sony Computer Entertainment Inc., mentre la versione per Saturn (necessitaria di un pacchetto di un megabyte aggiuntivo per il corretto funzionamento) dalla SNK stessa.
Una versione per Game Boy è stata pubblicata come omaggio alla piccola console Nintendo.

## Trama
The King of Fighters '95 annuncia l'avvenire dell'Orochi Saga, con il suo continuo in KOF '96 e KOF '97. L'unico elemento della presenza dell'Orochi come essenza ultra terrena, in questo capitolo, è Iori Yagami ed il ritorno in vita di Rugal Bernstein grazie ai geni di Orochi.
King of Fighters '95 ha come Boss finale Rugal Bernstein, benché fosse deceduto nell'esplosione della sua fortezza marina nel gioco precedente, invitando i partecipanti del precedente torneo più altri firmandosi come 'R'.
Heavy D!, Lucky Glauber e Brian Battler, il team americano, a causa dell'invito loro rubato da Billy Kane, Eiji Kisaragi e Iori Yagami sono gli unici a non partecipare a questa edizione del torneo. I tre sono diretti sfidanti di Kyo, Benimaru e Goro.
Dopo essere stati narcotizzati con gas soporifero, l'Hero Team si risveglia in una casa abbandonata, all'oscurità, dove intravedono Rugal, ancora vivo, divenuto Cyborg impiantatosi parti meccaniche nel corpo (detto anche 'Omega Rugal'), presentandosi e risvegliando il padre di Kyo, sigillato nella sua mente.
Benimaru e Goro, si riveleranno esausti ed incapaci di poter combattere ancora contro il mostruoso Rugal. Solo Kyo rimane in piedi, costretto a finire in tutti i modi possibili Rugal, che comunque si rivela assai superiore al giovane, dati i suoi nuovi poteri.
In seguito, durante la battaglia, Terry Bogard ed Athena giungono in soccorso di Kyo. Rugal, durante il combattimento, implode, dovuto all'eccesso accumulo di potere nel suo corpo, incapace di reggerne oltre un certo limite.

## Modalità di gioco
Il gamemplay di King of Fighters '95 è rimasto lo stesso di The King of Fighters '94, aggiungendo come unica caratteristica la possibilità di scegliere i personaggi desiderati dal roster, senza quindi l'obbligo di scegliere un team preformato.
In più, molti dei personaggi già apparsi ritornano, ma senza essere associati ad una determinata nazione, tratto che rimarrà tale per tutto il corso della serie. Lo Sports Team è stato sostituito dal Rivals Team, formato dagli avversari principali dei protagonisti, ovvero Iori Yagami, principale nemico di Kyo Kusanagi, Billy Kane (da Fatal Fury) ed Eiji Kisaragi (da Art of Fighting 2).

## Personaggi
- (Fatal Fury Team ) con Terry Bogard, Andy Bogard e Joe Higashi
- (Psyco Soldiers Team) con Athena Asamiya, Sie Kensou e Chin Gensai
- (Hero Team) con Kyo Kusanagi, Benimaru Nikaido e Goro Daimon
- (Rival Team) con Iori Yagami, Eiji Kisaragi e Billy Kane
- (Korea Team) con Kim Kaphwan, Choi Bounge e Chang Koehan
- (Ikary Warriors) con Heidern, Ralf Jones e Clark Steel
- (The Female Team) con Yuri Sakazaki, Mai Shiranui e King
- (The Art Of Fighting Team) con Ryo Sakazaki, Robert Garcia e Takuma Sakazaki.

Boss
- Saisyu Kusanagi (Sub-Boss)
- Omega Rugal (Main Boss)
- Nakoruru (Boss nascosto - versione Game Boy, dopo i crediti)

## Versione Game Boy
Sviluppata dalla Takara e pubblicata dalla Nintendo, oltre ad essere compatibile con il Super Game Boy, aggiunge come personaggio segreto Nakoruru, la giovane miko da Samurai Shodown.